# Kankakee (Illinois)
Kankakee település az Amerikai Egyesült Államok Illinois államában, Kankakee megyében, melynek megyeszékhelye is. Lakosainak száma 24 052 fő (2020. április 1.).

## Közlekedés
A települést érinti az Amtrak két távolsági vasúti járata is, az Illini és a Saluki.

## Népesség
A település népességének változása:

| 2010 | 27 537 |
| 2020 | 24 052 |